# Сарычев, Алексей Андреевич
Алексей Андреевич Сарычев (17 [28] марта 1760, Кронштадт — 25 ноября [7 декабря] 1827, Санкт-Петербург) — вице-адмирал, в 1811 году командовал эскадрами Черноморского флота в двух военно-морских операциях Русско-турецкой войны (1806—1812), член государственной Адмиралтейств-коллегии, Сенатор.

## Биография
Родился в 1760 году в семье прапорщика морских батальонов в Кронштадте Андрея Сарычева (умер около 1778 года) и его жены — Мавры Афанасьевны (умерла после 1803 года). Был, вероятно, старшим из семерых детей. Отец его владел пятью крепостными в Севском уезде Орловской губернии. 25 сентября 1769 года поступил в Морской кадетский корпус, откуда был выпущен 1 февраля 1775 года с производством в гардемарины.
В 1775—1779 годах служил в Балтийской эскадре. 1 мая 1777 года произведён в мичманы. Четырежды совершил переходы из Архангельска в Кронштадт:
- Между 1775 и 1779 годами — на фрегате «Лёгкий»;
- В 1781 году — на фрегате «Надежда»;
- В 1785 году — на линейном корабле «Всеслав»;
- В 1794 году — в качестве командира корабля № 82 («Европа») в составе эскадры новопостроенных кораблей контр-адмирала Егора Егоровича Тета [4].

В 1779 году на транспортном судне «Страшный» крейсировал с эскадрой контр-адмирала Степана Петровича Хметевского в Северном Ледовитом океане между Нордкапом и Кильдином. 1 мая 1780 года произведён в лейтенанты. В 1782 году на корабле «Трёх Святителей» ходил от Кронштадта до Ла-Манша. В 1784 году был командирован для описания рек Днепр и Сож. В 1786 году назначен командовать транспортным судном «Лебедь», которое провёл из Санкт-Петербурга в Петрозаводск.
В 1787 году лейтенант Сарычев был назначен командовать судном «Соловки» (водоизмещение — 530 тонн, экипаж — 154 человека) в первой российской кругосветной экспедиции под командованием капитана 1-го ранга Григория Ивановича Муловского. 4 октября 1787 года суда экспедиции в полной готовности к отплытию стояли на кронштадтском рейде, однако шедшая в это время на Юге война с Турцией перечеркнула планы. Экспедиционные суда вместе с экипажами потребовались для усиления эскадры адмирала Самуила Карловича Грейга, снаряжаемой Адмиралтейств-коллегией для отправки в Средиземное море к греческому архипелагу для противодействия флоту Османской империи. Екатерина II повелела экспедицию Муловского отложить, в связи с чем лейтенант Сарычев был назначен командовать шебекой при Кронштадтском порте.
1 мая 1788 года Алексей Андреевич был произведён в капитан-лейтенанты, и назначен на 100-пушечный линейный корабль «Иоанн Креститель» («Чесма»). На нём 5 июня того же года отправился в Копенгаген в составе эскадры вице-адмирала Вилима Петровича Фондезина, которая помимо «Иоанна Крестителя», включала в себя ещё два 100-пушечных линейных корабля «Саратов» и «Трёх Иерархов», фрегат «Надежда» и пять транспортов. Её первоначальной задачей было усиление флота адмирала Грейга, направлявшегося в Средиземное море, с которым Фондезин должен был встретиться, пройдя Зундский пролив. 10 июня неподалёку от острова Готланд русская эскадра повстречалась со шведской, состоящей из 12 кораблей, пяти фрегатов и трёх катеров под командой брата шведского короля Густава III, — генерал-адмирала шведского флота, герцога Карла Зюдерманландского. Хотя война ещё не была объявлена, герцог попытался спровоцировать Фондезина, требуя от него уведомления о цели и назначении его эскадры, а также оружейного салюта, не предусмотренного действующими русско-шведскими протоколами. Фондезин удовлетворил оба требования герцога, объявив, что делает это исключительно в знак уважения главнокомандующему шведским флотом, как брату короля. Тот ответил ему восемью выстрелами, как младшему. Инцидент был исчерпан — эскадры разошлись, вызов не удался. Из-за встречного ветра Фондезин прибыл пришел в Копенгаген лишь 29 июня, где узнал о том, что началась война со шведами, и поход в Средиземное море отменён.
Из Копенгагена эскадра вышла на сопровождение транспортов с пушками, предназначенными для строившихся в Архангельске судов. Вскоре Алексею Андреевичу довелось наблюдать, как из-за медлительности и неосторожности вице-адмирала «Кильдюин» — один из транспортов, был на глазах у всей русской эскадры захвачен шведами. 16 августа Фондезину было приказано вернуться в Копенгаген, а оттуда — в Балтийское море и совместно с датчанами блокировать Карлскруну, главную базу шведского флота. Таким образом он должен был прервать снабжение противника, связанного в Финском заливе силами адмирала Грейга. Близ Карлскруны к нему присоединилась эскадра контр-адмирала Иллариона Афанасьевича Повалишина, прибывшая из Архангельска. К 30 августа под командой к Фондезина собрались российские суда — семь линейных кораблей, включая «Иоанн Креститель», на которой служил Сарычев, три фрегата, два катера и четыре транспорта и датские — три линейных корабля и один фрегат. С этими силами вице-адмирал простоял в районе Карлскруны до 20 октября, после чего ушёл на зимовку к Копенгагену, где по его вине эскадра попала в опасное положение: корабли были разбросаны по рейду, вмерзли в лед и дрейфовали с ним поблизости от шведских берегов. Фондезин был отозван в Петербург, и командование эскадрой перешло к Повалишину. Тот спешно занялся приведением эскадры в порядок, однако 30 апреля 1789 года вынужден был уступить командование вице-адмиралу Тимофею Гавриловичу Козлянинову. Став младшим флагманом, контр-адмирал Повалишин держал свой флаг на «Иоанне Крестителе». В том же году вся эскадра перешла из Копенгагена в Ревель.
23—24 мая 1790 года в капитан-лейтенант Сарычев на том же «Иоанне Крестителе» в должности флаг-офицера при вице-адмирале Александре Ивановиче Крузе участвовал в Красногорском сражении. В течение первого дня боя неприятель дважды пытался сосредоточить огонь на флагмане, из-за чего корабль получил серьёзные повреждения. «За неустрашимость и усердный труд» в этом сражении 29 мая Алексей Александрович получил чин капитана 2-го ранга. 22 июня на том же корабле принял участие в Выборгском сражении.
С 1792 года исправлял должность советника Комиссариатской экспедиции, с 1794 года последовательно командовал кораблями Балтийского флота «Европа», «Иона» и «Болеслав». В 1797 году произведён в капитаны 1-го ранга, 1801 году — в капитан-командоры, а в 1803 году — в контр-адмиралы. С 1805 года был капитаном над Кронштадтским портом.

### В Русско-турецкой войне 1806—1812 годов
В 1810 году назначен на должность флотского начальника в Севастополь; командовал Черноморской эскадрой у берегов Анатолии и ходил, держа свой флаг на корабле «Ягудиил», к Варне и Трапезунду для овладения последним, но безуспешно.

### Дальнейшая судьба
В 1820 году произведён в вице-адмиралы.
Одновременно с морской службой исполнял и административные обязанности: в 1807 году был начальником интендантского отделения хозяйственной экспедиции. С 1821 года член государственной Адмиралтейств-коллегии, а с 1827 года — сенатор, с сохранением членства в Адмиралтейств-коллегии.
Умер 25 ноября 1827 года в Санкт-Петербурге, похоронен на Смоленском православном кладбище.

## Награды
- Среди прочих наград Сарычев имел орден св. Георгия 4-й степени, пожалованный ему 26 ноября 1802 года за проведение 18 полугодовых морских кампаний (№ 1397 по кавалерскому списку Григоровича — Степанова).
- 1809 год — орден Святого Владимира 3 степени.

## Семья и потомки
У Алексея Андреевича с супругой, имя которой неизвестно, было семеро детей:
- Василий (1790—1830) — подполковник, командир кондукторских рот учебного морского рабочего экипажа.
- Александра (1794-?) — в 1812 году окончила Смольный институт.
- Любовь (1797—?) — в 1815 году окончила Смольный институт с шифром.
- Александр (1798—1826) — лейтенант, командир канонерской лодки № 20, умер во время кампании в Финских шхерах.
- Гавриил — генерал-майор с 1859 года.
- Надежда — выпускница Смольного института.
- Ещё одна дочь, имени которой история не сохранила.

Его младший брат, также адмирал и генерал-гидрограф Гавриил Андреевич, приобрёл имение в Новоладожском уездеСанкт-Петербургской губернии, состоявшее из деревень Борки, Пурово и Селивёрстово, чтобы вывозить своё семейство на летний отдых. Там нередко гостил и Алексей Андреевич с женой и детьми. Здесь же братья-адмиралы подружились с уездным предводителем дворянства Илларионом Никитичем Философовым, жившим неподалёку в своей вотчине Загвоздье и слывшим большим ценителем изобразительного искусства. Со временем Сарычевы даже породнились с Философовыми. Так, Василий, старший сын Алексея Андреевича, женился на дочери Никиты Илларионовича — Наталии (1796—1848), а их сыновья продолжили военно-морскую династию Сарычевых:
- Фёдор Васильевич (1824—1884)— контр-адмирал, участник Крымской войны, управляющий двором его императорского высочества Константина Николаевича.
- Илларион Васильевич — капитан 2-го ранга.
- Алексей Васильевич — поручик.